# Tunnel stradale del Puymorens
Il tunnel stradale del Puymorens è un tunnel dei Pirenei in territorio francese che collega L'Hospitalet-près-l'Andorre nella valle dell'Ariège con Porté-Puymorens nella valle del Carol. Si trova sulla strada nazionale 20 lungo l'asse di collegamento europeo E9 fra Orléans in Francia e Barcellona in Spagna.
La sua costruzione fu avviata nel 1988 per volere dell'allora presidente francese François Mitterrand; il tunnel fu inaugurato nel 1994. Consente un attraversamento dei Pirenei agevole in tutte le stagioni, evitando il transito sul colle del Puymorens.
Il tunnel è lungo 4820 metri ed è costituito da un'unica galleria bidirezionale con una corsia per ogni senso di marcia. All'interno del tunnel vi sono 5 garage e 5 rifugi antincendio. Il transito nel tunnel è sottoposto al pagamento di un pedaggio.
Parallelo al tunnel stradale esiste anche un tunnel ferroviario che si trova sulla linea che collega Tolosa con Barcellona.